# 雷波毛茛
雷波毛茛（学名：Ranunculus laetus var. leipoensis）为毛茛科毛茛属下的一个变种。

## 扩展阅读
- 維基物種上的相關：雷波毛茛